# Foot-Ball Club Juventus 1923-1924
Questa voce raccoglie le informazioni riguardanti il Foot-Ball Club Juventus nelle competizioni ufficiali della stagione 1923-1924.

## Stagione

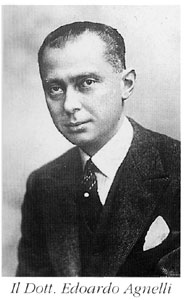
Il nuovo presidente Edoardo Agnelli

Il 24 luglio 1923, anno della riunificazione del campionato, la famiglia Agnelli iniziò a investire nella Juventus attraverso Edoardo, figlio di Giovanni, fondatore dell'azienda automobilistica FIAT di cui lo stesso Edoardo era vicepresidente; la stessa carica ricoperta nel club torinese durante la gestione di Gino Olivetti, colui a cui subentrò come presidente. Quella data rappresentò sia l'inizio del legame tra il club juventino e la dinastia industriale piemontese — il più antico tuttora in vigore del suo genere nel panorama sportivo italiano —, sia la nascita di un peculiare modello gestionale ulteriormente noto come lo Stile Juventus, spesso riassunto nell'endiatri definita a posteriori come le «tre S»: «Semplicità, Serietà, Sobrietà».
In questa stagione venne inoltre ridata linfa all'attività polisportiva del club, che era stata da tempo abbandonata dopo una prima e fugace esperienza conclusasi all'inizio del secolo. Il nuovo presidente bianconero decise infatti di ristrutturare la società introducendo rinnovati criteri manageriali ispirati al contemporaneo fordismo e all'organizzazione interna della FIAT nonché estendere l'attività societaria ad altre discipline, portando all'apertura di nuove sezioni racchiuse sotto l'egida della neonata società ad azionariato diffuso Juventus – Organizzazione Sportiva S.A. (in cui confluirà la stessa squadra calcistica per il successivo quarto di secolo): tra le sezioni di maggior successo vi furono l'hockey su ghiaccio e il tennis. L'attività polisportiva della Juventus O.S.A. (Organizzazione Sportiva Anonima) continuerà fino al febbraio 1949, ovvero alla liquidazione della CISITALIA, azienda di cui era nel frattempo entrata a far parte come sussidiaria nel corso della seconda guerra mondiale; la squadra di calcio ritornerà invece sotto il controllo diretto della famiglia Agnelli, come società indipendente, già nell'agosto di quell'anno.

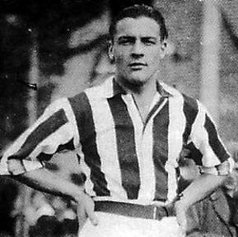
Il neoacquisto Piero Pastore, migliore marcatore stagionale della squadra.

Nella stagione 1923-1924, come conseguenza dell'introduzione del Progetto Pozzo due anni prima, il torneo fu diviso in due grandi gironi coordinati uno dalla Lega Nord e l'altro dalla Lega Sud. Fu anche la stagione in cui venne introdotto per la prima volta nel calcio italiano lo scudetto, come stemma onorifico assegnato alle squadre vincitrici del campionato federale. Durante il torneo, uno scandalo inerente al trasferimento del difensore Virginio Rosetta dalla Pro Vercelli alla Juventus costò alla squadra bianconera le sconfitte a tavolino in tre delle sette partite disputate dal calciatore, fra la ottava e la decima giornata: contro il Modena del 25 novembre 1923, contro il Genoa del 2 dicembre e contro il Padova, in trasferta, del 9 dicembre dello stesso anno. Come conseguenza della penalizzazione, la Juventus si classificò in quinta posizione del primo raggruppamento della Lega Nord, a pari merito con l'Alessandria, con 26 punti, sette in meno rispetto ai liguri, vincitori del gruppo e poi, del tricolore.
Nei mesi successivi al caso Rosetta, Juventus e Pro Vercelli trovarono l'accordo per il passaggio di proprietà del difensore, il quale passò alla storia come il primo giocatore italiano ufficialmente ceduto dietro contropartita economica (50.000 lire di contratto e un mensile di 6.000 lire). Nella stessa stagione avvenne il debutto in campionato per Gianpiero Combi (cresciuto nel vivaio bianconero e, in seguito, grande protagonista dei successi juventini e della Nazionale A negli anni a venire) e dell'arrivo a Torino del primo allenatore della storia bianconera, Jenő Károly (che ebbe un contratto in base al quale avrebbe percepito 2.500 lire come anticipo, una settimana di vacanze pagate ed un premio di 10.000 lire in caso di vittoria dello scudetto), e la mezz'ala sinistra Ferenc Hirzer, entrambi ungheresi.

## Divise
| Casa | 1ª portiere | 2ª portiere |

## Rosa
| N. |                   | Ruolo | Calciatore           |
| -- | ----------------- | ----- | -------------------- |
|    | Italia (bandiera) | P     | Gianpiero Combi      |
|    | Italia (bandiera) | P     | Romolo Sartoris      |
|    | Italia (bandiera) | D     | Bigatto II           |
|    | Italia (bandiera) | D     | Antonio Bruna        |
|    | Italia (bandiera) | D     | Angelo Ferrara       |
|    | Italia (bandiera) | D     | Guido Gianfardoni    |
|    | Italia (bandiera) | D     | Osvaldo Novo         |
|    | Italia (bandiera) | D     | Virginio Rosetta     |
|    | Italia (bandiera) | D     | Eugenio Venditti     |
|    | Italia (bandiera) | C     | Giovanni Albera      |
|    | Italia (bandiera) | C     | Barale II            |
|    | Italia (bandiera) | C     | Bigatto I (capitano) |
|    | Italia (bandiera) | C     | Giuseppe Accusani    |
|    | Italia (bandiera) | C     | Piero Gilli          |

| N. |                   | Ruolo | Calciatore         |
| -- | ----------------- | ----- | ------------------ |
|    | Italia (bandiera) | C     | Giuseppe Grabbi    |
|    | Italia (bandiera) | C     | Mazza II           |
|    | Italia (bandiera) | C     | Giuseppe Monticone |
|    | Italia (bandiera) | C     | Silvio Perotti     |
|    | Italia (bandiera) | C     | Achille Steffanone |
|    | Italia (bandiera) | A     | Francesco Audisio  |
|    | Italia (bandiera) | A     | Luigi Ferrero      |
|    | Italia (bandiera) | A     | Gaetano Gallo      |
|    | Italia (bandiera) | A     | Giorgio Gambino    |
|    | Italia (bandiera) | A     | Giuseppe Giriodi   |
|    | Italia (bandiera) | A     | Mazza III          |
|    | Italia (bandiera) | A     | Federico Munerati  |
|    | Italia (bandiera) | A     | Pietro Pastore     |

## Risultati

### Prima Divisione

#### Girone di andata
| Arbitro: | Pinasco (Genova) |

|                        |           |  |
| Grabbi 4’ Munerati 55’ | Marcatori |  |

| Arbitro: | Vagge (Genova) |

|                                        |           |                        |
| Paolini 34’ Montelatici 65’ Luperi 78’ | Marcatori | 1’ Audisio 20’ Pastore |

| Arbitro: | Zennaro (Genova) |

|  |           |             |
|  | Marcatori | 30’ Bonardi |

| Arbitro: | Vagge (Genova) |

|                       |           |                                         |
| Mattea 85’ Blando 88’ | Marcatori | Pastore (rig.) Gianfardoni 90+2’ Grabbi |

| Arbitro: | Bistoletti (Milano) |

|                            |           |  |
| Munerati 45’ Pastore 90+3’ | Marcatori |  |

| Arbitro: | Pinasco (Genova) |

|                                            |           |             |
| Banchero 11’ Bay 49’ Baloncieri 83’ (rig.) | Marcatori | 37’ Audisio |

| Arbitro: | Pasquinelli (Bologna) |

|                             |           |                      |
| Er. Carzino 53’, 71’ (rig.) | Marcatori | 6’, 10’, 66’ Pastore |

| Arbitro: | Gera (Torino) |

|             |           |  |
| Pastore 80’ | Marcatori |  |

| Arbitro: | Panzeri (Milano) |

|                        |           |               |
| Grabbi 15’ Rosetta 55’ | Marcatori | 85’ De Vecchi |

| Arbitro: | Ortali (Bologna) |

|                 |           |                          |
| Zanninovich 43’ | Marcatori | 35’ Munerati 46’ Pastore |

| Arbitro: | Poderini (Firenze) |

|  |           |                                               |
|  | Marcatori | 20’ Rosetta 70’ Grabbi 86’ (rig.) Gianfardoni |

#### Girone di ritorno
| Arbitro: | Franciosini (Lucca) |

|                              |           |                       |
| Cevenini III 17’, 22’ (rig.) | Marcatori | 14’ Perotti 60’ Gilli |

| Arbitro: | Venegoni (Legnano) |

|              |           |                   |
| Munerati 18’ | Marcatori | 43’ Go. Innocenti |

| Arbitro: | Pasquinelli (Bologna) |

|  |           |                          |
|  | Marcatori | 48’ Rosetta 82’ Munerati |

| Arbitro: | Pinasco (Genova) |

|                                                  |           |                        |
| Monticone 10’ Gianfardoni 44’ (rig.) Rosetta 88’ | Marcatori | 21’ Mattea 57’ Gallino |

| Arbitro: | Venegoni (Legnano) |

|             |           |  |
| Marucco 52’ | Marcatori |  |

| Arbitro: | Vagge (Genova) |

|                             |           |            |
| Munerati 3’, 10’ Grabbi 78’ | Marcatori | 28’ Avalle |

| Arbitro: | G. Crivelli (Milano) |

|                                   |           |            |
| Grabbi 50’, 87’ Munerati 58’, 59’ | Marcatori | 57’ Raggio |

| Arbitro: | Panzeri (Milano) |

|              |           |           |
| Manzotti 14’ | Marcatori | 81’ Gallo |

| Arbitro: | Cattaneo (Milano) |

|           |           |              |
| Sardi 17’ | Marcatori | 59’ Munerati |

| Arbitro: | Pasquinelli (Bologna) |

|                                                 |           |  |
| Monticone 18’ Gianfardoni 65’ (rig.) Grabbi 85’ | Marcatori |  |

| Arbitro: | Panzeri (Milano) |

|             |           |  |
| Gambino 62’ | Marcatori |  |

## Statistiche

### Statistiche dei giocatori
| Giocatore       | Campionato | Campionato |
| Giocatore       | Presenze   | Reti       |
| --------------- | ---------- | ---------- |
| G. Accusani     | 1          | 0          |
| G. Albera       | 12         | 0          |
| F. Audisio      | 19         | 2          |
| G. Barale (II)  | 15         | 0          |
| C. Bigatto (I)  | 14         | 0          |
| G. Bigatto (II) | 1          | 0          |
| A. Bruna        | 19         | 0          |
| G. Combi        | 21         | 0          |
| A. Ferrara      | 1          | 0          |
| L. Ferrero      | 12         | 2          |
| G. Gallo        | 5          | 1          |
| G. Gambino      | 2          | 1          |
| G. Gianfardoni  | 17         | 4          |
| P. Gilli        | 1          | 2          |
| G. Giriodi      | 6          | 0          |
| G. Grabbi       | 20         | 6          |
| A. Mazza (II)   | 1          | 0          |
| Mazza (III)     | 1          | 0          |
| G. Monticone    | 20         | 1          |
| F. Munerati     | 19         | 7          |
| O. Novo         | 3          | 0          |
| S. Perotti      | 1          | 0          |
| P. Pastore      | 15         | 8          |
| V. Rosetta      | 7          | 3          |
| R. Sartoris     | 1          | 0          |
| A. Steffanone   | 1          | 0          |
| E. Venditti     | 1          | 0          |